# Serjania littoralis
Serjania littoralis är en kinesträdsväxtart som beskrevs av Sommer & Ferrucci. Serjania littoralis ingår i släktet Serjania och familjen kinesträdsväxter. Inga underarter finns listade i Catalogue of Life.